# Genová banka

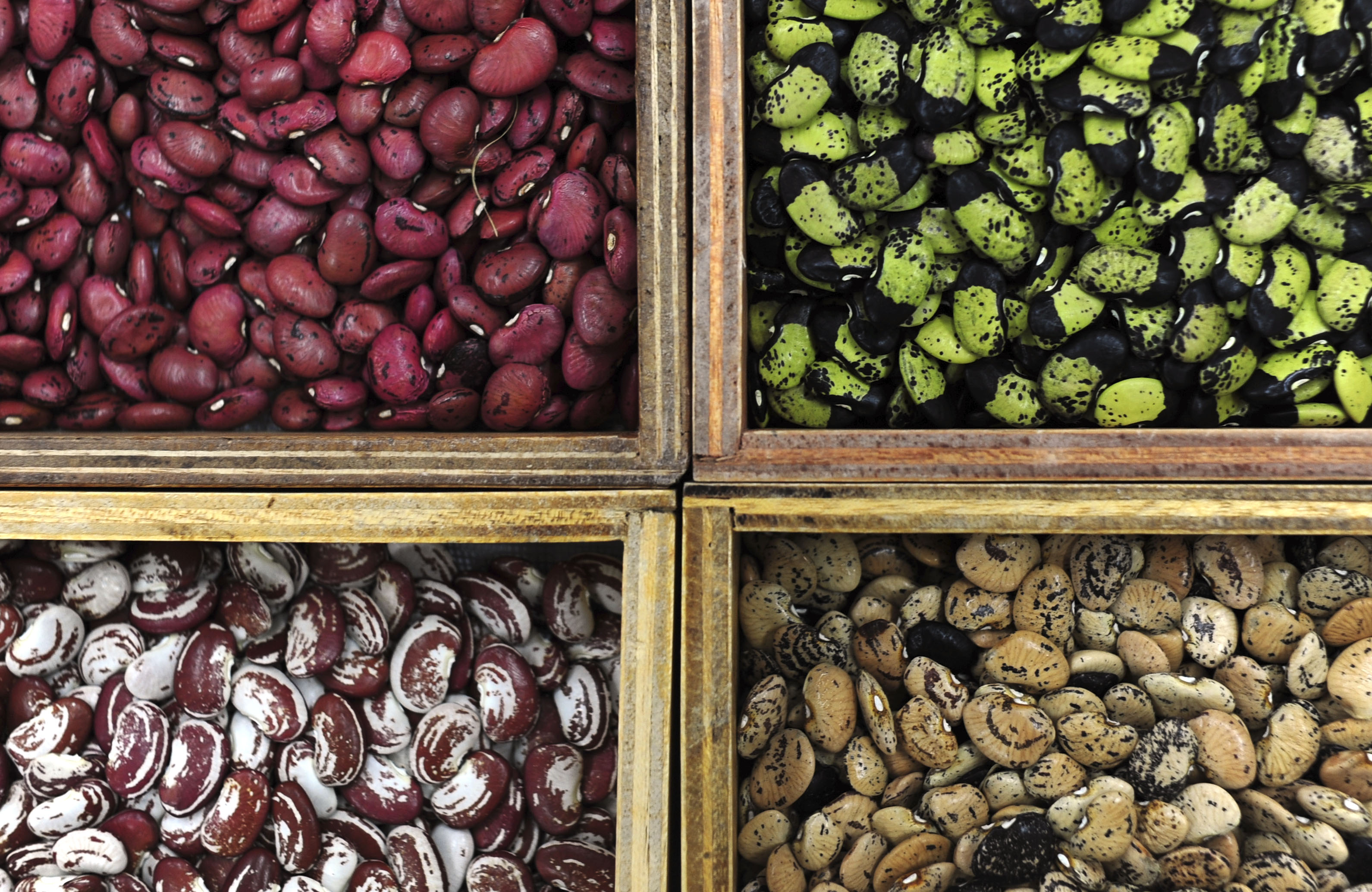
Fazole v semenné bance

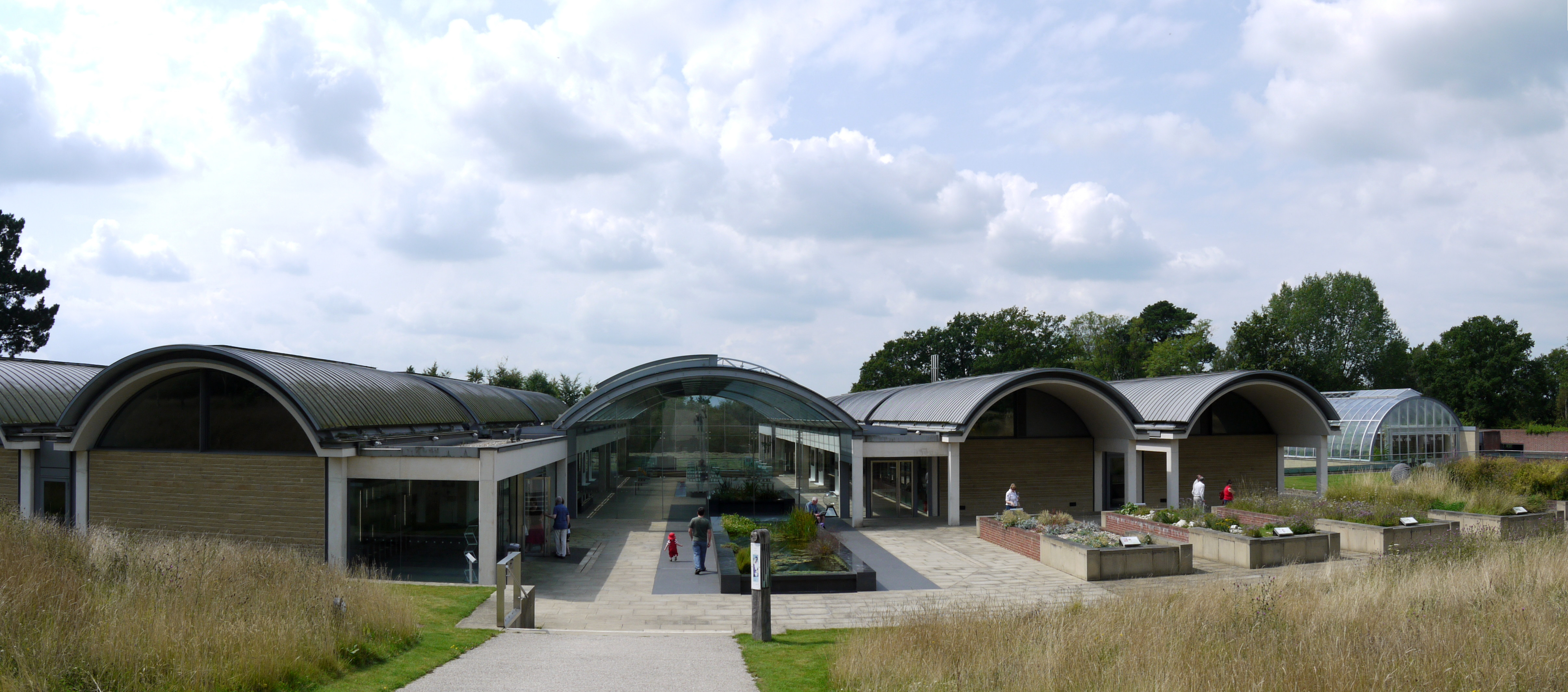
Budovy největší semenné banky Millennium v Kew

Genová banka je místo, kde se uchovávají genové zdroje rostlinného, živočišného, mikrobiálního či jiného původu.

## Genová banka rostlin
Rostliny je nejčastěji uchovávají ve formě semen v semenné bance nebo v polních kulturách. Možné je též využití technologií in vitro případně kryoprezervace.
Největší semennou banku ve světě mají Královské botanické zahrady (Kew) – k 9. 9. 2011 zde měli vzorky z 30 855 rostlinných druhů (téměř 10 % známých druhů rostlin). 
Genová banka Národním centru zemědělského a potravinářského výzkumu v Praze–Ruzyni má ve svých prostorách uloženo přes 40 tisíc genetických zdrojů.

## Genová banka zvířat
Genetická informace zvířat se nejčastěji uchovává pomocí kryoprezervace, kde se reprodukční materiál (sperma, embrya, kmenové buňky, tkáně, zamrazené dávky mlíčí ryb) pomocí tekutého dusíku na teplotu až -196 °C. Metody kryoprezervace však nejsou propracovány pro všechna zvířata.
Mořské korály se uchovávají v nádobách s vodou v kontrolovaných podmínkách. 